# Värttinä
Värttinä je finská folková hudební skupina, kterou v severokarelské vesnici Rääkkylä založily roku 1983 Sari a Mari Kaasinenovy a jejich matka Pirkko. Jejich hudba vychází z původní karelské a ugrofinské hudby.
Sestava skupiny se poměrně často mění – největší změna proběhla v roce 1990, kdy ze skupiny odešla většina původních členů a přidali se noví. Z tohoto roku pochází i jejich první úspěšné album – Oi Dai.
V současné době Värttinu tvoří tři vedoucí vokalistky, které doprovází šest muzikantů. Värttinä společně s indickým skladatelem A. R. Rahmanem připravila hudbu pro muzikál Pán prstenů, který měl premiéru v Torontu 23. března 2006 a setkal se s nepříznivou reakcí kritiky.
V srpnu 2005 Värttinä v Helsinkách nahrála své desáté studiové album Miero, které vyšlo v únoru 2006. Värttinä také připravila DVD s názvem Archive Live se záznamem koncertu k svému 20. výročí a dalšího archivního materiálu. Toto DVD vyšlo 31. května 2006.
Odnoží skupiny je duo Kuunkuiskaajat (Susan Aho a Johanna Virtanen), které reprezentovalo Finsko na Eurovizi 2010 v Oslu.

## Současní členové
- Mari Kaasinen (vokály)
- Susan Aho (vokály)
- Karoliina Kantelinen (vokály)
- Matti Kallio (akordeon)
- Hannu Rantanen (kontrabas)
- Mikko Hassinen (bicí, perkusy)

## Diskografie
- Värttinä (1987)
- Musta Lindu (1989)
- Oi Dai (1990)
- Seleniko (1992)
- Aitara (1994)
- Kokko (1996)
- Vihma (1998)
- Ilmatar (2000)
- 6.12 (2001) - živě
- Double Life (2002) - kompilace písní z alba 6.12 a dalších studiových na dvou CD.
- iki (2003)
- Snow Angel (2005) - kompilace studiových a živých nahrávek
- Miero (2006)
- 25 (2007) – kompilace obsahující skladby ze všech předchozích alb
- Utu (2012)
- Viena (2015)